# Opius saltator
Opius saltator är en stekelart som beskrevs av Telenga 1950. Opius saltator ingår i släktet Opius och familjen bracksteklar. Inga underarter finns listade i Catalogue of Life.